# Batalha das Filipinas (1941-1942)
A Batalha das Filipinas, ou Campanha das Filipinas (em filipino: Kampanya sa Pilipinas ou Labanan sa Pilipinas, em espanhol: Campaña en las Filipinas del Ejercito Japonés), também referida como A Queda das Filipinas, foi travada entre japoneses, norte-americanos e filipinos durante a invasão do país pelas tropas japonesas entre dezembro de 1941 e maio de 1942, que resultou na rendição dos defensores e na vitória do Império do Japão.

## Preparativos aliados
A partir da metade de 1941, as crescentes tensões políticas entre o Japão e outras potências como os Estados Unidos, Grã-Bretanha e Holanda, levaram os países do Sudeste Asiático, Oceania e Oceano Pacífico a começarem os preparativos militares para uma possível guerra.
Em dezembro, a força combinada de defesa das Filipinas, num total de dez divisões, se encontrava sob o comando do general norte-americano Douglas MacArthur, que havia deixado o estado maior do exército para assumir o comando do exército filipino, aceitando o convite do presidente Manuel Quezon para fazer uma reforma no exército nacional, que se encontrava sem equipamento, treinamento ou organização funcional.
A guarnição americana na ilha consistia de cerca de 22 500 soldados do exército americano nas Filipinas, muito deles soldados nativos, acrescentados de 8 500 homens vindos dos Estados Unidos e pertencentes a unidades da Guarda Nacional, além de dois batalhões de tanques. A força aérea do exército no Sudeste Asiático era a maior fora dos EUA, incluindo 107 caças e 35 bombardeiros B-17, as Fortalezas Voadoras, comandadas pelo general Lewis Brereton.

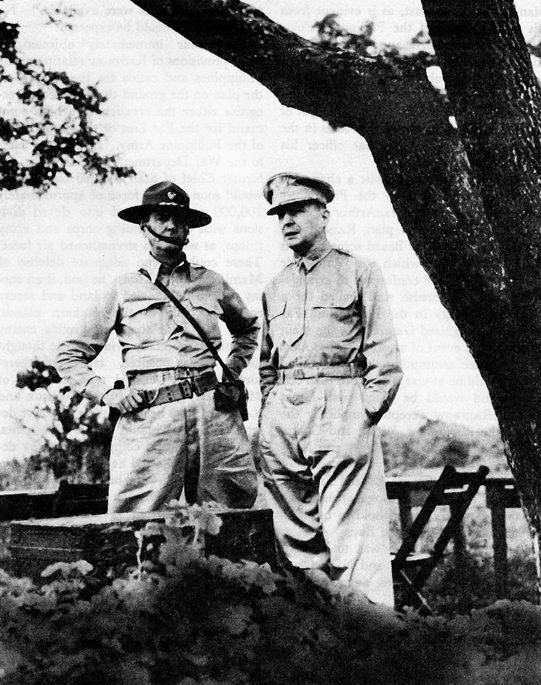
Os generais Wainwright e MacArthur durante a Batalha das Filipinas

MacArthur organizou a defesa em quatro comandos: a força norte de Luzon, sob o comando do General Jonathan Wainwright, era responsável pela defesa das planícies centrais e dos locais mais propícios a um desembarque anfíbio como a Península de Bataan, a fortaleza de Corregidor e a área vizinha à Baía de Manila. A força sul de Luzon, do general George Parker Jr, controlava as zonas a leste e ao sul da Manila. A força Visayas-Mindanao, nas outras duas grandes ilhas que formam as Filipinas, ficaram sob o comando do General William Sharp. Uma quarta força, de reserva, sob o comando direto de MacArthur, incluía a divisão filipina, a força aérea do Extremo Oriente, quatro regimentos de artilharia guardando a entrada da Baía de Manila e as unidades do quartel general do exército filipino estacionadas ao norte da capital.
Logo após o ataque a Pearl Harbor, o comandante da aviação, general Brereton, havia apelado a seus superiores que lançassem um bombardeio sobre Formosa, um território chinês sob ocupação japonesa ( ver Segunda Guerra Sino-Japonesa ), de onde poderiam sair pesados ataques aéreos contra as Filipinas, mas o apelo foi negado. Isto acabaria se mostrando um erro fatal, já que havia poucas armas antiaéreas nas Filipinas e a força aérea do Exército acabou sendo destruída no solo pelos ataques que aconteceram nos dias seguintes.

## A invasão
Em 8 de dezembro de 1941, o dia seguinte ao ataque a Pearl Harbor, o 14º Exército japonês, sob o comando do general Masaharu Homma, começou a invasão desembarcando tropas na ilha de Bataan, ao norte da costa de Luzon, seguido de desembarques na própria Luzon nos dois dias seguintes. Entre 11 a 23 de dezembro, a maior parte da ilha caiu em mãos japonesas, seguindo-se a outros desembarques no Golfo de Lingayen e na ilha de Mindanao, a grande ilha que forma a parte sul das Filipinas. A maioria das forças aliadas se rendeu ou foi expulsa das áreas que defendia.
Em 23 de dezembro, o general MacArthur anunciou sua intenção de por em prática um plano pré-guerra de concentrar a defesa nacional na península de Bataan e na fortaleza de Corregidor, a ilha fortificada na entrada da Baía de Manila, instalando nessas áreas o quartel general militar e o governo administrativo filipino, declarando Manila cidade aberta para evitar um massacre entre a população civil. Grande contingente de tropas, entretanto, permaneceu em outras regiões das Filipinas por alguns meses, lutando nas ilhas Visayas e em Mindanao.

## Bataan

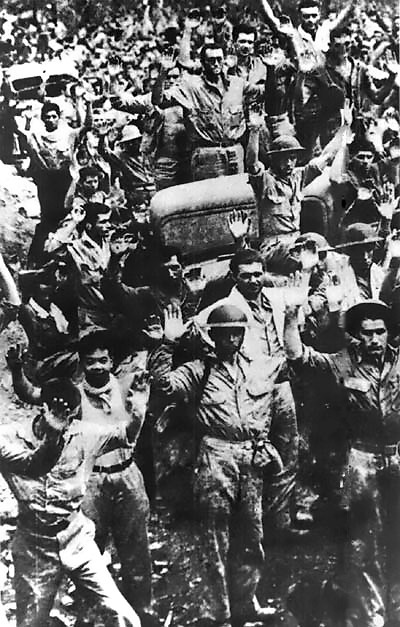
Soldados americanos e filipinos se rendem em Bataan

Entre 7 e 12 de janeiro de 1942, os japoneses lançaram ataques contra a linha de defesa aliada de Abucay, na entrada da península de Bataan, em duros combates contra a infantaria americana e filipina; apesar de sofrer grande número de baixas, as forças japonesas, em ataques que duraram semanas, lograram empurrar os defensores para o centro da península.
Com a situação se deteriorando a cada dia, o Presidente Roosevelt ordenou ao comandante em chefe das forças no Sudeste do Pacífico, Douglas MacArthur, que se retirasse de Corregidor e fosse para Austrália, organizar de lá a defesa contra a expansão militar japonesa. Foi durante esta retirada, antes de embarcar nas lanchas PT-boat que o conduziriam à liberdade, que MacArthur pronuciaria sua histórica frase: ‘Eu voltarei’.
Com o comando das forças aliadas entregue ao General Wainright em 12 de março, os aliados – cercados por terra em Bataan e então já sofrendo de má nutrição, doenças e fadiga de combate, começaram a receber ataques sucessivos de tropas inimigas e em 3 de abril os japoneses romperam as linhas aliadas em direção ao Monte Samat. A divisão norte-americana nas Filipinas, já bastante desgastada e sem condições de operar como uma unidade de combate organizada, não foi capaz de lançar um contra ataque e as forças em Bataan foram obrigadas a se render em 10 de abril.

## Corregidor
Corregidor, que abrigava em seu interior o posto de artilharia costeira do exército, Fort Mills, foi atacada logo no início do conflito, em 8 de dezembro – pela hora local, com as Filipinas do outro lado da Linha Internacional de Data com relação ao Havaí, antes do ataque a Pearl Harbor – pela aviação japonesa, que colocou fora de combate seus grandes canhões de defesa costeira, mas sofreu pesadas baixas graças ao grande número de baterias de defesa antiaérea instalados na ilha.

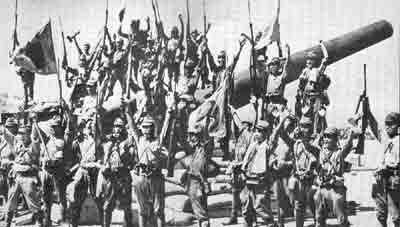
Japoneses celebram a vitória nos canhões de Corregidor.

Durante mais de quatro meses, os defensores da fortaleza foram bombardeados por canhoneios de navios e ataques aéreos, sendo obrigados a viver em condições de grande racionamento de víveres, água e munição, com feridos lotando o hospital construído dentro de uma colina da ilha, no Túnel de Malinta, sem tratamento adequado. Após a rendição de Bataan, a ilha se encontrava superlotada por feridos e soldados desgarrados que haviam escapado da península e conseguido chegar a Corregidor.
O ataque final japonês começou com um forte preparação de artilharia em 1 de maio de 1942, seguida de desembarques no lado nordeste da ilha em 5-6 de maio. Apesar da defesa desesperada, as tropas japonesas, reforçadas por tanques e obuses desembarcados na cabeça de praia, empurraram os aliados até a colina de Malinta, último reduto de defesa de Corregidor, onde se misturavam soldados, civis do trabalho administrativo, feridos e pessoal médico.
Em 6 de maio, a situação desesperadora fez com que o general Wainwright solicitasse do general Homma as condições para a capitulação. O comandante japonês exigiu não apenas a capitulação de Corregidor, mas, como Wainwright era o comandante de todas as forças nas Filipinas, de todas as outras tropas aliadas ainda em combate nas Visayas e em Mindanao. Para poupar a vida dos sobreviventes que ainda lutavam sem esperança de ajuda, Wainright aceitou as condições e ordenou a rendição das tropas do general Sharp que ainda combatiam no sul. (centenas de oficiais e soldados não aceitaram a rendição e se embrenharam nas florestas filipinas. Muitos deles morreram nas selvas de fome e doenças mas centenas se organizaram numa guerrilha que, por três anos, constantemente fustigaria os soldados japoneses na ilha ocupada.)

## O fim

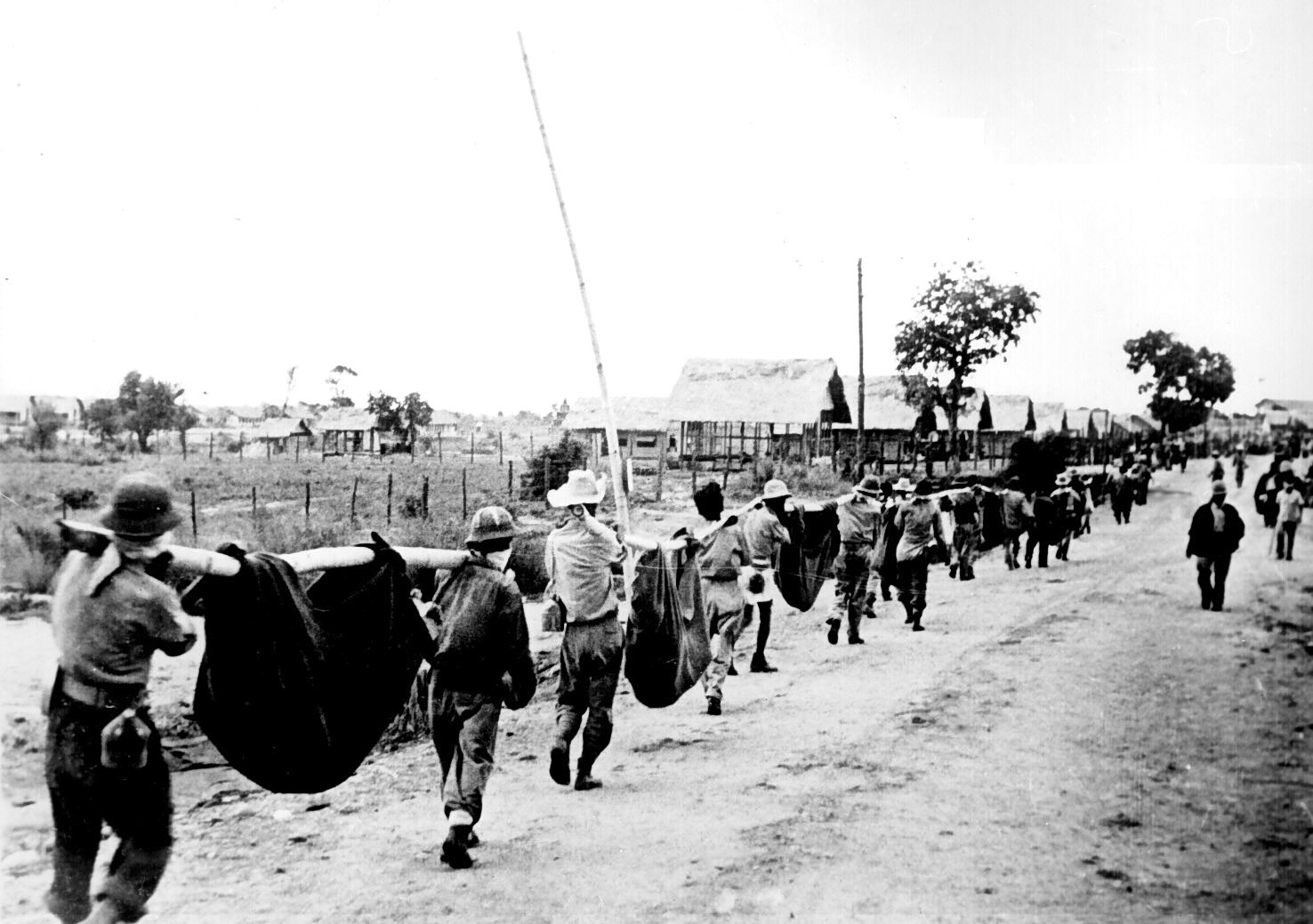
Prisioneiros americanos carregam em redes os corpos de seus companheiros caídos durante a marcha da morte.

A vitória do Japão marcou o começo de um domínio de mais de três anos do Império Japonês sobre a República das Filipinas. Os sobreviventes aliados passaram todo este tempo sob um duro tratamento por parte dos vitoriosos, que incluiu atrocidades como a Marcha da Morte de Bataan logo após a queda de Bataan e, para muitos milhares, a morte lenta em campos de concentração em péssimas condições e sob tratamento desumano dos soldados japoneses. Muitos destes prisioneiros foram enviados ao Japão nos “navios da morte” para realizarem trabalho escravo em minas e fábricas. Os nipônicos não marcavam os cascos e convés destes navios com a sigla P.O.W. (Prisioners of War - Prisioneiros de Guerra) que os identificava no caso de algum ataque aéreo, e dezenas deles foram afundados por aviões aliados, matando seus ocupantes que realizavam a viagem amontoados em porões com pouca ventilação, sem comida ou água e nos quais muitos morriam antes mesmo de chegar ao destino.
Após a guerra, diversos oficiais japoneses, entre eles o conquistador das Filipinas, Masaharu Homma, seriam executados acusados de crimes de guerra pelos tribunais militares aliados.
A resistência dos norte-americanos e filipinos em Bataan e Corregidor, levou os japoneses a precisarem de seis meses para completar a ocupação das Filipinas, num grande contraste com os rápidos colapsos das defesas britânicas e holandesas em Singapura, Hong Kong, Malásia e Java. Este tempo precioso foi usado pelos aliados para começarem a recomposição de suas forças e suas tropas e permitiram a MacArthur se instalar na Austrália, de onde começaria o planejamento para a contra-ofensiva aliada na Guerra do Pacífico.
Em outubro de 1944, começaria a segunda Batalha das Filipina da Segunda Guerra Mundial, desta vez pela reconquista do país, com os desembarques americanos no Golfo de Leyte.